# Пекари (Свентокшиське воєводство)
Пекари (пол. Piekary) — село в Польщі, у гміні Образув Сандомирського повіту Свентокшиського воєводства.
Населення — 177 осіб (2011).
У 1975-1998 роках село належало до Тарнобжезького воєводства.

## Демографія
Демографічна структура на день 31 березня 2011 року:
|          | Загалом | Допрацездатний вік | Працездатний вік | Постпрацездатний вік |
| -------- | ------- | ------------------ | ---------------- | -------------------- |
| Чоловіки | 90      | 17                 | 60               | 13                   |
| Жінки    | 87      | 18                 | 44               | 25                   |
| Разом    | 177     | 35                 | 104              | 38                   |